# Gewone holengraver
De gewone holengraver (Geositta cunicularia) is een zangvogel uit de familie Furnariidae (ovenvogels).

## Verspreiding en leefgebied
Deze soort komt voor in zuidelijk en westelijk Zuid-Amerika en telt negen ondersoorten:
- G. c. juninensis: centraal Peru.
- G. c. titicacae: het zuidelijke deel van centraal Peru, westelijk Bolivia, noordelijk Chili en noordwestelijk Argentinië.
- G. c. frobeni: zuidelijk Peru.
- G. c. georgei: Ica en westelijk Arequipa (de zuidelijke Peruaanse kust).
- G. c. deserticolor: van Arequipa tot noordelijk Chili.
- G. c. fissirostris: van zuidelijk Atacama tot Llanquihue (centraal Chili).
- G. c. contrerasi: Sierra Grande in Córdoba (het westelijk deel van centraal Argentinië).
- G. c. hellmayri: Malleco (het oostelijke deel van centraal Chili) en westelijk Argentinië.
- G. c. cunicularia: van het zuidelijke deel van centraal Brazilië tot oostelijk en zuidelijk Argentinië en zuidelijk Chili.

## Status
De grootte van de populatie is niet gekwantificeerd maar de soort wordt omschreven als vrij algemeen. Op de Rode lijst van de IUCN heeft deze soort de status niet bedreigd.